# 1992-es Formula–1 ausztrál nagydíj
Az ausztrál nagydíj volt az 1992-es Formula–1 világbajnokság szezonzáró futama.

## Futam
Az év utolsó versenyén, Adelaide-ben, Mansell indult az élről, Senna, Patrese, Berger és Schumacher előtt. A rajtnál Mansell megtartotta az első helyet Senna előtt, de a megelőző versenyekhez képest nem tudott elhúzni a braziltől. Senna a 8. körben megpróbált előzni, de szélesre vette az kanyart, így Mansell visszatért az élre. A 19. körben, az utolsó kanyar előtt Senna Mansell hátuljának ütközött, így mindketten kiestek. Ezután Patrese vezetett, míg a második Berger kiállt a boxba, akit 5 körrel később Schumacher is követett. Az 51. körben Patrese közel 20 másodperc előnnyel vezetett, de motorhiba miatt kiesett. Így Berger győzött Schumacher, Brundle, Alesi, Boutsen és Stefano Modena előtt.
A szezon végén Mansell jelentős előnnyel, 108 ponttal lett bajnok. A második helyet az 56 pontos Patrese szerezte meg Schumacher (53), Senna (50), Berger (49) és Brundle (38) előtt. A konstruktőri bajnokságban a Williams fölényesen győzött 164 ponttal. A McLaren 99, a Benetton 91, a Ferrari 21 pontot szerzett.
| Helyezés | #  | Versenyző            | Csapat/Motor          | Futott körök | Idő/Kiesés oka     | Rajthely | Pontszám |
| -------- | -- | -------------------- | --------------------- | ------------ | ------------------ | -------- | -------- |
| 1        | 2  | Gerhard Berger       | McLaren-Honda         | 81           | 1:46:54,786        | 4        | 10       |
| 2        | 19 | Michael Schumacher   | Benetton-Ford         | 81           | + 0,741            | 5        | 6        |
| 3        | 20 | Martin Brundle       | Benetton-Ford         | 81           | + 54,156           | 8        | 4        |
| 4        | 27 | Jean Alesi           | Ferrari               | 80           | + 1 kör            | 6        | 3        |
| 5        | 25 | Thierry Boutsen      | Ligier-Renault        | 80           | + 1 kör            | 22       | 2        |
| 6        | 32 | Stefano Modena       | Jordan-Yamaha         | 80           | + 1 kör            | 15       | 1        |
| 7        | 11 | Mika Häkkinen        | Lotus-Ford            | 80           | + 1 kör            | 10       |          |
| 8        | 10 | Szuzuki Aguri        | Footwork-Mugen-Honda  | 79           | + 2 kör            | 18       |          |
| 9        | 23 | Christian Fittipaldi | Minardi-Lamborghini   | 79           | + 2 kör            | 17       |          |
| 10       | 24 | Gianni Morbidelli    | Minardi-Lamborghini   | 79           | + 2 kör            | 16       |          |
| 11       | 28 | Nicola Larini        | Ferrari               | 79           | + 2 kör            | 19       |          |
| 12       | 16 | Jan Lammers          | March-Ilmor           | 78           | + 3 kör            | 25       |          |
| 13       | 12 | Johnny Herbert       | Lotus-Ford            | 77           | + 4 kör            | 12       |          |
| Kiesett  | 21 | Jyrki Järvilehto     | Dallara-Ferrari       | 70           | Váltó              | 24       |          |
| Kiesett  | 17 | Emanuele Naspetti    | March-Ilmor           | 55           | Váltó              | 23       |          |
| Kiesett  | 29 | Bertrand Gachot      | Larrousse-Lamborghini | 51           | Üzemanyag rendszer | 21       |          |
| Kiesett  | 6  | Riccardo Patrese     | Williams-Renault      | 50           | Motorhiba          | 3        |          |
| Kiesett  | 30 | Katajama Ukjó        | Larrousse-Lamborghini | 35           | Differenciálmű     | 26       |          |
| Kiesett  | 4  | Andrea de Cesaris    | Tyrrell-Ilmor         | 29           | Motorhiba          | 7        |          |
| Kiesett  | 5  | Nigel Mansell        | Williams-Renault      | 18           | Baleset            | 1        |          |
| Kiesett  | 1  | Ayrton Senna         | McLaren-Honda         | 18           | Baleset            | 2        |          |
| Kiesett  | 33 | Maurício Gugelmin    | Jordan-Yamaha         | 7            | Kicsúszás          | 20       |          |
| Kiesett  | 26 | Érik Comas           | Ligier-Renault        | 4            | Motorhiba          | 9        |          |
| Kiesett  | 9  | Michele Alboreto     | Footwork-Mugen-Honda  | 0            | Motorhiba          | 11       |          |
| Kiesett  | 22 | Pierluigi Martini    | Dallara-Ferrari       | 0            | Baleset            | 14       |          |
| Kiesett  | 3  | Olivier Grouillard   | Tyrrell-Ilmor         | 0            | Baleset            | 13       |          |

## A világbajnokság végeredménye
| H   | Versenyzők         | Pont | H   | Konstruktőrök        | Pont |
| --- | ------------------ | ---- | --- | -------------------- | ---- |
| 1.  | Nigel Mansell      | 108  | 1.  | Williams-Renault     | 164  |
| 2.  | Riccardo Patrese   | 56   | 2.  | McLaren-Honda        | 99   |
| 3.  | Michael Schumacher | 53   | 3.  | Benetton-Ford        | 91   |
| 4.  | Ayrton Senna       | 50   | 4.  | Ferrari              | 21   |
| 5.  | Gerhard Berger     | 49   | 5.  | Lotus-Ford           | 13   |
| 6.  | Martin Brundle     | 38   | 6.  | Tyrrell-Ilmor        | 12   |
| 7.  | Jean Alesi         | 18   | 7.  | Footwork-Mugen-Honda | 6    |
| 8.  | Mika Häkkinen      | 11   | 8.  | Ligier-Renault       | 6    |
| 9.  | Andrea de Cesaris  | 8    | 9.  | March-Ilmor          | 3    |
| 10. | Michele Alboreto   | 6    | 10. | Dallara-Ferrari      | 2    |

(A teljes lista)

## Statisztikák
Vezető helyen:
- Nigel Mansell: 18 (1-18)
- Riccardo Patrese: 32 (19-50)
- Gerhard Berger: 31 (51-81)

Gerhard Berger 8. győzelme, Nigel Mansell 30. pole-pozíciója, Michael Schumacher 2. leggyorsabb köre.
- McLaren 99. győzelme.

Jan Lammers, Stefano Modena és Maurício Gugelmin utolsó versenye.